# عفو شورشیان حمله ۶ ژانویه به ساختمان کنگره ایالات متحده آمریکا

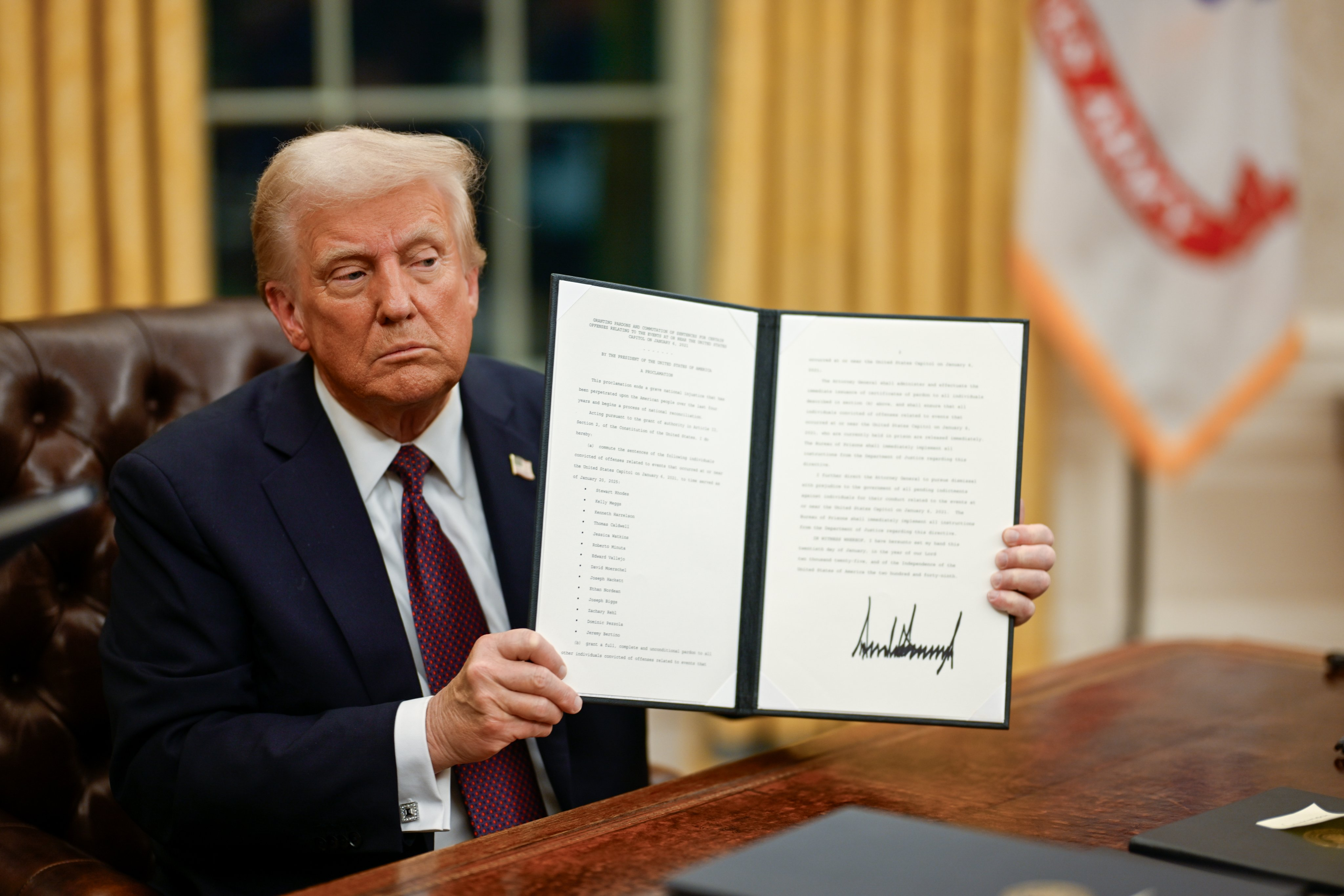
ترامپ پس از امضا دستور بخشش شورشیان

در ۲۰ ژانویه ۲۰۲۵، در اولین روز از دوره دوم ریاست‌جمهوری‌اش، دونالد ترامپ، رئیس‌جمهور ایالات متحده، اعلامیه‌ای صادر کرد که به حدود ۱٬۵۰۰ نفر که به اتهامات مرتبط با حمله ۶ ژانویه به کاخ کنگره ایالات متحده محکوم شده بودند، عفو اعطا کرد. این حمله در نزدیکی پایان دوره اول ریاست‌جمهوری او رخ داده بود. در ۲۰ ژانویه ۲۰۲۵، ترامپ اعلامیه‌ای با عنوان «اعطای عفو و تخفیف مجازات برای جرائم خاص مرتبط با رویدادهای ۶ ژانویه ۲۰۲۱ در یا نزدیک به کاخ کنگره ایالات متحده» صادر کرد. این اعلامیه، رسیدگی‌های قضایی قبلی را به عنوان «بی‌عدالتی بزرگ ملی» علیه مردم آمریکا توصیف کرد و عفوها را به عنوان آغاز «فرآیند آشتی ملی» معرفی نمود. دو منبع داخلی اعلام کردند که ترامپ تصمیم به اعطای عفو عمومی را در «لحظات آخر» و تنها چند روز قبل از مراسم تحلیف گرفته بود، و یکی از مشاوران نقل کرد که ترامپ گفته بود: «بی‌خیال، همه‌شان را آزاد کنید».
کارمندان وزارت دادگستری و حقوقدانان، این عفوها را استفاده‌ای بی‌سابقه و خطرناک از اختیار عفو دانستند که باعث تمسخر اجرای قانون فدرال، کار آنها و سیستم قضایی ایالات متحده شده است. یک مقام ارشد ناشناس در وزارت دادگستری این عفوها را سیگنالی برای تشویق خشونت‌های سیاسی خواند و گفت که این اقدام نشان می‌دهد هیچ‌یک از اعمال انجام‌شده در جریان حمله ۶ ژانویه اشتباه نبوده است. این مقام همچنین عفوها را بخشی از یک کمپین انتقام‌جویی شخصی توصیف کرد.